# Cinuit
Cinuit (gallois : Cynwyd) doit avoir été au Ve siècle un des premiers rois vers 470-495  d'Alt Clut, le moderne château de Dumbarton, un royaume brittonique connu ensuite comme le royaume de Strathclyde dans le Hen Ogledd ou « Vieux nord » de la Grande-Bretagne.

## Problématique
Les Harleian genealogies indiquent qu'il est le fils de Ceretic Guletic, qui doit être identifié avec le seigneur de la guerre Ceredig réprimandé par saint Patrick dans l'une de ses lettres,. Selon cette même généalogie il est le père de Dumnagual Hen, une importante mais obscure figure ancestrale dans la tradition galloise.
La généalogie postérieureBonedd Gwŷr y Gogledd remplace Cinuit comme père de  Dumnagual par un certain Idnyuet, réputé être le fils de Maxen Wledic c'est-à-dire de l'usurpateur romain Magnus Maximus.
Cependant, le Bonedd l'inclut comme  « Cynwyd Cynwydion » dans les ancêtres de Clydno Eidyn, et une des Triades galloises mentionne que les « trois cents épées de la (tribu de) Cynwydion sont une des trois plus formidables troupes de guerriers des Bretons du nord, à côté de celles de Coel Hen et de Cynfarch ».

## Article lié
- Cynwyd ap Cynfelyn